# Kapela sv. Križa u Bjelovaru
Kapela sv. Križa u Bjelovaru, također znana i kao Kapela sv. Andrije, po groblju u kojem se nalazi je rimokatolička kapela u Bjelovaru.
Podignuta je 1779. u baroknom stilu na bjelovarskom groblju sv. Andrije, koje se naziva i staro groblje, za razliku od novog groblja Borik. Obnovljena je 1835. godine, kada je groblje i prošireno. 

## Opis
U kapeli sv. Križa pokopan je Hubert Diviš, koji je s bratom Ignacijem bio češki katolički svećenik, iz redovničke zajednice pijarista, koji je na poziv austro-ugarske vojne uprave došao u Bjelovar 1761. godine. S bratom je utemeljio školstvo u Bjelovaru i unaprijedio kulturni i vjernički život grada. 
U kapeli se nalazi sedam starih mramornih nadgrobnih ploča i oltar sa slikom sv. Andrije apostola postavljen 1907. godine. Od tada se kapela često u puku naziva i "kapelom sv. Andrije", što nije njen službeni naziv. Sebastijan Dobnik iz Zagreba postavio je u kapeli orgulje 1908. godine, koje se sada nalaze u obližnjoj franjevačkoj župnoj crkvi sv. Antuna Padovanskog u Bjelovaru, koja je kasnije sagrađena. Fasada kapele sv. Križa obnovljena je 2012. godine.
Na groblju sv. Andrije na kojem se i nalazi kapela sv. Križa pokopane su mnoge poznate osobe kao što su: Ferdo Rusan, Ivša Lebović, Anđelko Višić, Stanko Banić, Željko Sabol, Leopold Supančić, Petar Biškup Veno, Sebastijan Šantalab, Ferdo Gassmann i dr.